# Софійсько-пловдивська дієцезія
Софійсько-пловдивська дієцезія — територіальна-адміністративна одиниця римо-католицької церкви у Болгарії. Охоплює південну частину території Болгарії площею 62 414 км² і налічує 34 тисяч вірних.
Заснована 1601 року як Софійська єпархія. 1758 року в умовах османського ярма була понижена до рангу вікаріату. Сучасний статус і назву отримала 1979 року. Кафедральний собор дієцезії — церква св. Людовика у Пловдиві, конкафедра — церква св. Йозефа в Софії.